# Acharax
Acharax – rodzaj małży morskich z podgromady pierwoskrzelnych. Należą tutaj następujące gatunki:
- Acharax alinae Métivier & Cosel, 1993
- Acharax bartschii (Dall, 1908)
- Acharax caribbaea (Vokes, 1970)
- Acharax clarificata Dell, 1995
- Acharax gadirae P. G. Oliver, Rodrigues & Cunha, 2011
- Acharax grandis (Verrill & Bush, 1898)
- Acharax japonica (Dunker, 1882)
- Acharax johnsoni (Dall, 1891)
- Acharax patagonica (E. A. Smith, 1885)
- Acharax prashadi (Vokes, 1955)